# Lopo Vaz de Sampaio

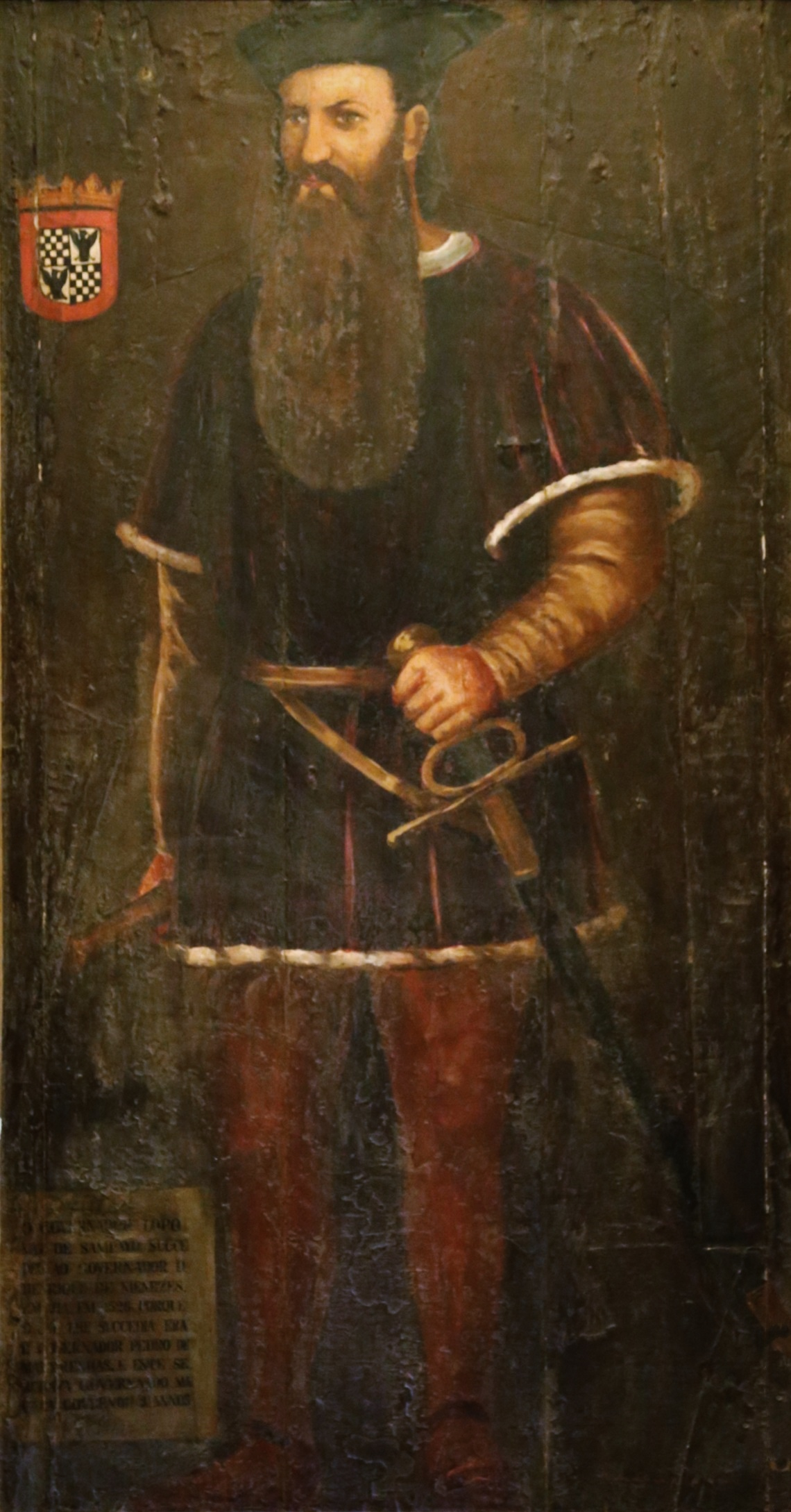
Lopo Vaz de Sampaio

Dom Lopo Vaz de Sampaio (* um 1480 in Carrazeda de Ansiães, Distrikt Bragança, Portugal; † 15. April 1538 in Lissabon, Portugal) war ein portugiesischer Militär und 8. portugiesischer Generalgouverneur von Portugiesisch-Indien von 1526 bis 1529.

## Leben und Wirken
Lopo Vaz de Sampaio entstammte einer kleinen Gemeinde im Norden Portugals und wurde von König Dom Afonso V. von Portugal und Algarve zum Ritter geschlagen. Es folgten militärische Tätigkeiten als Soldat vor allem in Nordafrika. Auch begleitete er Afonso de Albuquerque auf seiner Mission nach Indien.

## Generalgouverneur und Festnahme
Sampaio folge Dom Henrique de Meneses als Generalgouverneur nach. In seiner Amtszeit, die von Februar 1526 bis zum 18. November 1529 dauerte, nahm er die Städte Redor, Mangalore und die Insel Manhim ein. Auch Teile der Malabarküste wurden von ihm unterworfen.
Während seiner Amtszeit begann der Bote und Kurier Antonio Tenreiro seine berühmte Reise von Persien nach Europa.
Noch nicht gänzlich erforscht ist, dass Sampaio als derjenige gilt, der die erste Tulpe aus Asien nach Europa brachte. 
Eine Strafaktion gegen den Captain Mor (Stadtpräfekten) von Malacca und späteren Vizekönig Pedro de Mascarenhas wurde ihm schließlich zum Verhängnis. In Cannanore wurde er festgenommen im Auftrag von Vizekönig Nuno da Cunha, dem neuen Vizekönig und Nachfolger und nach Lissabon verschifft. Drei Jahre war er in Haft, nicht mal seine Frau durfte zu ihm. Er wurde zwar begnadigt, musste aber eine hohe Geldstrafe an Pedro de Mascarenhas zahlen und es wurde die Verbannung nach Afrika angeordnet. Dieser kam er mit seiner Flucht nach Kastilien zuvor. Nach einer umfassenden Begnadigung durch den König ohne Bedingungen kam er zurück und starb am 18. April 1538 in der Hauptstadt.